# Xã Manito, Quận Mason, Illinois
Xã Manito (tiếng Anh: Manito Township) là một xã thuộc quận Mason, tiểu bang Illinois, Hoa Kỳ. Năm 2010, dân số của xã này là 2.466 người.